# Grupo Servex
Grupo Servex es una empresa mexicana con sede en Querétaro dedicada a la comercialización de equipos de lavandería industrial y comercial.

## Relevancia en el sector
De acuerdo con Revista Equipar, Grupo Servex es considerado un "proveedor en el sector hotelero".
Registros comerciales lo incluyen entre las compañías activas en comercio de equipos de lavandería en México.

## Ferias y exposiciones
Grupo Servex participa como expositor en ferias del sector como ABASTUR.